# Preverjanje znanja
Sistematično ugotavljanje znanja pri učencih, dijakih in študentih. 
Preverjanje znanja se v izobraževanju vedno naslanja na učne programe, učne načrte, kataloge znanja, izpitne kataloge ali na cilje, ki jih določa šola, učitelj v letni in sprotni pripravi ali izobraževanec sam. Na njihovi podlagi se postavijo preverjevalna merila oz. naloge, na podlagi katerih se ugotavlja spoznavni in učni napredek ali dosežek.  
Slovenska didaktika preverjanje deli na sprotno, končno in diagnostično preverjanje znanja. Ena od oblik končnega preverjanja je ocenjevanje. Ker se z njim ugotavlja znanje, potrebno za napredovanje v višji razred, zaključek šolanja ali možnost vpisa oz. prehoda na višjo stopnjo šolanja ali v drug šolski program, je v Sloveniji šolsko ocenjevanje z državnim aktom opredeljeno v pravilnikih  o preverjanju in ocenjevanju znanja.